# Groupe A de la Ligue des champions masculine de l'EHF 2016-2017
Navigation
2015-2016 2017-2018
Cet article détaille les matchs du Groupe A de la phase de groupe de la Ligue des champions 2016-2017 de handball organisée par la Fédération européenne de handball du 3 septembre 2016 au 12 mars 2017.
L'équipe terminant première sa poule est directement qualifiée pour les quarts de finale, les équipes classées de la 2e à la 6e place sont qualifiées pour les huitièmes de finale et les équipes classées aux 7e et 8e places sont éliminées.

## Classement
|   | Équipe                 | Pts | J  | G  | N | P  | Bp  | Bc  | Diff | Dép |  | Résultats (dom.\ext.)  |       |       |       | F     | K     |       |       |       |
| - | ---------------------- | --- | -- | -- | - | -- | --- | --- | ---- | --- |  | ---------------------- | ----- | ----- | ----- | ----- | ----- | ----- | ----- | ----- |
| 1 | FC Barcelone           | 25  | 14 | 12 | 1 | 1  | 413 | 354 | 59   | -   |  | FC Barcelone           |       | 35-32 | 26-23 | 26-23 | 26-25 | 34-19 | 36-28 | 38-25 |
| 2 | Paris Saint-Germain    | 24  | 14 | 12 | 0 | 2  | 451 | 384 | 67   | -   |  | Paris Saint-Germain    | 32-26 |       | 28-24 | 27-22 | 42-24 | 32-27 | 33-30 | 34-26 |
| 3 | Veszprém KSE           | 18  | 14 | 8  | 2 | 4  | 381 | 365 | 16   | -   |  | Veszprém KSE           | 22-25 | 28-29 |       | 34-28 | 21-19 | 30-29 | 31-25 | 32-28 |
| 4 | SG Flensburg-Handewitt | 15  | 14 | 7  | 1 | 6  | 382 | 366 | 16   | -   |  | SG Flensburg-Handewitt | 27-28 | 33-34 | 24-24 |       | 25-26 | 26-24 | 22-20 | 31-26 |
| 5 | THW Kiel               | 12  | 14 | 5  | 2 | 7  | 353 | 376 | -23  | -   |  | THW Kiel               | 27-27 | 28-27 | 25-27 | 22-30 |       | 21-24 | 24-24 | 32-29 |
| 6 | Bjerringbro-Silkeborg  | 8   | 14 | 4  | 0 | 10 | 364 | 396 | -32  | +6  |  | Bjerringbro-Silkeborg  | 23-27 | 30-36 | 24-29 | 19-25 | 25-28 |       | 33-24 | 37-32 |
| 7 | Orlen Wisła Płock      | 8   | 14 | 3  | 2 | 9  | 367 | 401 | -34  | -6  |  | Orlen Wisła Płock      | 23-28 | 25-29 | 28-28 | 30-37 | 24-22 | 28-25 |       | 33-26 |
| 8 | Kadetten Schaffhausen  | 2   | 14 | 1  | 0 | 13 | 370 | 440 | -70  | -   |  | Kadetten Schaffhausen  | 24-31 | 25-35 | 27-28 | 26-29 | 25-30 | 24-25 | 27-25 |       |

| Légende - Directement qualifié pour les quarts de finale - Qualifié pour les huitièmes de finale - Éliminé (7e et 8e place) | - Source : Site de l'EHF - Le Bjerringbro-Silkeborg devance l’Orlen Wisła Płock à la différence de buts particulière (victoire 33-24 et défaite 25-28). |

## Détail des matchs

### Journée 1
| 22 septembre 2016 20h00 | Kadetten Schaffhouse | 24 - 25   | Bjerringbro-Silkeborg | BBC-Arena, Schaffhouse Affluence : 2 150 Arbitrage : Pavicevic, Raznatovic |
| 22 septembre 2016 20h00 | Gábor Császár 11     | (12 - 10) | Jóhan Hansen 7        | BBC-Arena, Schaffhouse Affluence : 2 150 Arbitrage : Pavicevic, Raznatovic |
| 22 septembre 2016 20h00 | ×3 ×6                | Rapport   | ×2 ×6                 | BBC-Arena, Schaffhouse Affluence : 2 150 Arbitrage : Pavicevic, Raznatovic |

| 24 septembre 2016 17h30 | SG Flensburg-Handewitt | 24 - 24   | Veszprém KSE | Flens-Arena, Flensburg Affluence : 5 027 Arbitrage : Eliasson, Palsson |
| 24 septembre 2016 17h30 | Kentin Mahé 9          | (10 - 13) | Momir Ilić 7 | Flens-Arena, Flensburg Affluence : 5 027 Arbitrage : Eliasson, Palsson |
| 24 septembre 2016 17h30 | ×3 ×4                  | Rapport   | ×3 ×7        | Flens-Arena, Flensburg Affluence : 5 027 Arbitrage : Eliasson, Palsson |

| 25 septembre 2016 18h00 | Orlen Wisła Płock   | 23 - 28   | FC Barcelone    | Orlen Arena, Plock Affluence : 5 440 Arbitrage : Gubica, Milosevic |
| 25 septembre 2016 18h00 | Dimitri Zhitnikov 4 | (12 - 11) | Valero Rivera 7 | Orlen Arena, Plock Affluence : 5 440 Arbitrage : Gubica, Milosevic |
| 25 septembre 2016 18h00 | ×3 ×4               | Rapport   | ×2              | Orlen Arena, Plock Affluence : 5 440 Arbitrage : Gubica, Milosevic |

| 25 septembre 2016 19h30 | THW Kiel        | 28 - 27   | Paris Saint-Germain | Sparkassen-Arena, Kiel Affluence : 10 450 Arbitrage : Badura, Ondogrecula |
| 25 septembre 2016 19h30 | Lukas Nilsson 6 | (15 - 15) | Uwe Gensheimer 10   | Sparkassen-Arena, Kiel Affluence : 10 450 Arbitrage : Badura, Ondogrecula |
| 25 septembre 2016 19h30 | ×3 ×5           | Rapport   | ×3 ×4               | Sparkassen-Arena, Kiel Affluence : 10 450 Arbitrage : Badura, Ondogrecula |

### Journée 2
| 1 octobre 2016 17h30 | Veszprém KSE | 32 - 28   | Kadetten Schaffhouse | Veszprém Aréna, Veszprém Affluence : 5 019 Arbitrage : Harabagiu, Stanescu |
| 1 octobre 2016 17h30 | Momir Ilic 7 | (16 - 15) | Luka Maros 7         | Veszprém Aréna, Veszprém Affluence : 5 019 Arbitrage : Harabagiu, Stanescu |
| 1 octobre 2016 17h30 | ×4 ×6        | Rapport   | ×3 ×5                | Veszprém Aréna, Veszprém Affluence : 5 019 Arbitrage : Harabagiu, Stanescu |

| 1 octobre 2016 19h30 | FC Barcelone    | 26 - 25   | THW Kiel          | Palau Blaugrana, Barcelone Affluence : 3 500 Arbitrage : Krstic, Ljubic |
| 1 octobre 2016 19h30 | Valero Rivera 6 | (10 - 13) | Domagoj Duvnjak 7 | Palau Blaugrana, Barcelone Affluence : 3 500 Arbitrage : Krstic, Ljubic |
| 1 octobre 2016 19h30 | ×3 ×2           | Rapport   | ×2 ×6 ×1          | Palau Blaugrana, Barcelone Affluence : 3 500 Arbitrage : Krstic, Ljubic |

| 2 octobre 2016 16h50 | Bjerringbro-Silkeborg | 19 - 25   | SG Flensburg-Handewitt | Ceres Arena, Aarhus Affluence : 4 042 Arbitrage : Gousko, Repkin |
| 2 octobre 2016 16h50 | Nikolaj Markussen 5   | (10 - 12) | Thomas Mogensen 5      | Ceres Arena, Aarhus Affluence : 4 042 Arbitrage : Gousko, Repkin |
| 2 octobre 2016 16h50 | ×3 ×4                 | Rapport   | ×3 ×2                  | Ceres Arena, Aarhus Affluence : 4 042 Arbitrage : Gousko, Repkin |

| 2 octobre 2016 17h30 | Paris Saint-Germain | 33 - 30   | Orlen Wisła Płock              | Halle Georges-Carpentier, Paris Affluence : 2 000 Arbitrage : Nikolov, Nachevski |
| 2 octobre 2016 17h30 | Nedim Remili 10     | (15 - 15) | Gilberto Duarte, Tiago Rocha 6 | Halle Georges-Carpentier, Paris Affluence : 2 000 Arbitrage : Nikolov, Nachevski |
| 2 octobre 2016 17h30 | ×3 ×2               | Rapport   | ×3 ×4                          | Halle Georges-Carpentier, Paris Affluence : 2 000 Arbitrage : Nikolov, Nachevski |

### Journée 3
| 5 octobre 2016 18h30 | SG Flensburg-Handewitt | 27 - 28   | FC Barcelone   | Flens-Arena, Flensburg Affluence : 5 627 Arbitrage : Nikolić, Stojković |
| 5 octobre 2016 18h30 | Holger Glandorf 6      | (11 - 13) | Wael Jallouz 8 | Flens-Arena, Flensburg Affluence : 5 627 Arbitrage : Nikolić, Stojković |
| 5 octobre 2016 18h30 | ×3                     | Rapport   | ×3             | Flens-Arena, Flensburg Affluence : 5 627 Arbitrage : Nikolić, Stojković |

| 8 octobre 2016 16h00 | Orlen Wisła Płock | 28 - 28   | Veszprém KSE      | Orlen Arena, Plock Affluence : 5 350 Arbitrage : Gjeding, Hansen |
| 8 octobre 2016 16h00 | Šime Ivić 8       | (13 - 14) | Aron Pálmarsson 8 | Orlen Arena, Plock Affluence : 5 350 Arbitrage : Gjeding, Hansen |
| 8 octobre 2016 16h00 | ×1 ×7             | Rapport   | ×2 ×5             | Orlen Arena, Plock Affluence : 5 350 Arbitrage : Gjeding, Hansen |

| 8 octobre 2016 16h30 | Kadetten Schaffhouse | 25 - 35  | Paris Saint-Germain | BBC-Arena, Schaffhouse Affluence : 3 500 Arbitrage : Leandersson, Lindroos |
| 8 octobre 2016 16h30 | Michał Szyba 6       | (8 - 19) | Uwe Gensheimer 7    | BBC-Arena, Schaffhouse Affluence : 3 500 Arbitrage : Leandersson, Lindroos |
| 8 octobre 2016 16h30 | ×3                   | Rapport  | ×3 ×2               | BBC-Arena, Schaffhouse Affluence : 3 500 Arbitrage : Leandersson, Lindroos |

| 9 octobre 2016 16h50 | Bjerringbro-Silkeborg          | 25 - 28  | THW Kiel                      | Silkeborg-Hallerne, Silkeborg Affluence : 2 315 Arbitrage : Gasmi, Gasmi |
| 9 octobre 2016 16h50 | Allan Espersen, Jóhan Hansen 6 | (9 - 12) | Nikola Bilyk, Lukas Nilsson 7 | Silkeborg-Hallerne, Silkeborg Affluence : 2 315 Arbitrage : Gasmi, Gasmi |
| 9 octobre 2016 16h50 | ×2                             | Rapport  | ×3 ×5                         | Silkeborg-Hallerne, Silkeborg Affluence : 2 315 Arbitrage : Gasmi, Gasmi |

### Journée 4
| 12 octobre 2016 19h15 | FC Barcelone    | 38 - 25   | Kadetten Schaffhouse | Palau Blaugrana, Barcelone Affluence : 2 847 Arbitrage : Zotin, Volodkov |
| 12 octobre 2016 19h15 | Kiril Lazarov 7 | (21 - 12) | Luka Maros 8         | Palau Blaugrana, Barcelone Affluence : 2 847 Arbitrage : Zotin, Volodkov |
| 12 octobre 2016 19h15 | ×3 ×2           | Rapport   | ×3 ×4                | Palau Blaugrana, Barcelone Affluence : 2 847 Arbitrage : Zotin, Volodkov |

| 15 octobre 2016 17h30 | Veszprém KSE                  | 21 - 19   | THW Kiel      | Veszprém Aréna, Veszprém Affluence : 5 019 Arbitrage : Horáček, Novotný |
| 15 octobre 2016 17h30 | Gábor Ancsin, Gašper Marguč 5 | (13 - 10) | Marko Vujin 7 | Veszprém Aréna, Veszprém Affluence : 5 019 Arbitrage : Horáček, Novotný |
| 15 octobre 2016 17h30 | ×3 ×6                         | Rapport   | ×3 ×5         | Veszprém Aréna, Veszprém Affluence : 5 019 Arbitrage : Horáček, Novotný |

| 16 octobre 2016 16h50 | Bjerringbro-Silkeborg                | 33 - 24   | Orlen Wisła Płock | Silkeborg-Hallerne, Silkeborg Affluence : 2 008 Arbitrage : Konjičanin, Konjičanin |
| 16 octobre 2016 16h50 | Michael Knudsen, Nikolaj Markussen 7 | (18 - 14) | Gilberto Duarte 6 | Silkeborg-Hallerne, Silkeborg Affluence : 2 008 Arbitrage : Konjičanin, Konjičanin |
| 16 octobre 2016 16h50 | ×2 ×4                                | Rapport   | ×3 ×6             | Silkeborg-Hallerne, Silkeborg Affluence : 2 008 Arbitrage : Konjičanin, Konjičanin |

| 16 octobre 2016 18h30 | Paris Saint-Germain | 27 - 22   | SG Flensburg-Handewitt | Halle Georges-Carpentier, Paris Affluence : 2 200 Arbitrage : Gubica, Milošević |
| 16 octobre 2016 18h30 | Uwe Gensheimer 7    | (13 - 11) | Johan Jakobsson 5      | Halle Georges-Carpentier, Paris Affluence : 2 200 Arbitrage : Gubica, Milošević |
| 16 octobre 2016 18h30 | ×1 ×4               | Rapport   | ×2 ×5                  | Halle Georges-Carpentier, Paris Affluence : 2 200 Arbitrage : Gubica, Milošević |

### Journée 5
| 19 octobre 2016 18h30 | SG Flensburg-Handewitt | 22 - 20  | Orlen Wisła Płock | Flens-Arena, Flensburg Affluence : 5 077 Arbitrage : Krstič, Ljubič |
| 19 octobre 2016 18h30 | Hampus Wanne 5         | (9 - 10) | Lovro Mihić 6     | Flens-Arena, Flensburg Affluence : 5 077 Arbitrage : Krstič, Ljubič |
| 19 octobre 2016 18h30 | ×2 ×3                  | Rapport  | ×2 ×5             | Flens-Arena, Flensburg Affluence : 5 077 Arbitrage : Krstič, Ljubič |

| 22 octobre 2016 17h30 | THW Kiel          | 32 - 29   | Kadetten Schaffhouse        | Sparkassen-Arena, Kiel Affluence : 9 846 Arbitrage : Nikolov, Nachevski |
| 22 octobre 2016 17h30 | Domagoj Duvnjak 6 | (19 - 15) | Gábor Császár, Luka Maros 8 | Sparkassen-Arena, Kiel Affluence : 9 846 Arbitrage : Nikolov, Nachevski |
| 22 octobre 2016 17h30 | ×3 ×1             | Rapport   | ×3 ×4                       | Sparkassen-Arena, Kiel Affluence : 9 846 Arbitrage : Nikolov, Nachevski |

| 22 octobre 2016 19h15 | FC Barcelone   | 26 - 23   | Veszprém KSE   | Palau Blaugrana, Barcelone Affluence : 4 948 Arbitrage : Sondors, Līcis |
| 22 octobre 2016 19h15 | Wael Jallouz 7 | (16 - 11) | Dragan Gajić 5 | Palau Blaugrana, Barcelone Affluence : 4 948 Arbitrage : Sondors, Līcis |
| 22 octobre 2016 19h15 | ×3             | Rapport   | ×2 ×5          | Palau Blaugrana, Barcelone Affluence : 4 948 Arbitrage : Sondors, Līcis |

| 23 octobre 2016 16h50 | Bjerringbro-Silkeborg | 30 - 36   | Paris Saint-Germain | Jyske Bank Boxen, Herning Affluence : 10 204 Arbitrage : Nikolić, Stojković |
| 23 octobre 2016 16h50 | Nikolaj Markussen 6   | (16 - 19) | Nikola Karabatic 9  | Jyske Bank Boxen, Herning Affluence : 10 204 Arbitrage : Nikolić, Stojković |
| 23 octobre 2016 16h50 | ×3 ×5                 | Rapport   | ×3 ×4               | Jyske Bank Boxen, Herning Affluence : 10 204 Arbitrage : Nikolić, Stojković |

### Journée 6
| 9 novembre 2016 18h30 | Orlen Wisła Płock | 24 - 22   | THW Kiel      | Orlen Arena, Plock Affluence : 4 800 Arbitrage : Nikolić, Stojković |
| 9 novembre 2016 18h30 | Šime Ivić 6       | (12 - 13) | Marko Vujin 6 | Orlen Arena, Plock Affluence : 4 800 Arbitrage : Nikolić, Stojković |
| 9 novembre 2016 18h30 | ×3                | Rapport   | ×3 ×2         | Orlen Arena, Plock Affluence : 4 800 Arbitrage : Nikolić, Stojković |

| 10 novembre 2016 20h30 | Kadetten Schaffhouse | 26 - 29   | SG Flensburg-Handewitt               | BBC-Arena, Schaffhouse Affluence : 3 500 Arbitrage : Caçador, Nicolau |
| 10 novembre 2016 20h30 | Gábor Császár 8      | (13 - 15) | Holger Glandorf, Lasse Svan Hansen 5 | BBC-Arena, Schaffhouse Affluence : 3 500 Arbitrage : Caçador, Nicolau |
| 10 novembre 2016 20h30 | ×1 ×3                | Rapport   | ×1 ×2                                | BBC-Arena, Schaffhouse Affluence : 3 500 Arbitrage : Caçador, Nicolau |

| 12 novembre 2016 17h00 | Veszprém KSE | 30 - 29   | Bjerringbro-Silkeborg | Veszprém Aréna, Veszprém Affluence : 5 019 Arbitrage : Brkic, Jusufhodzic |
| 12 novembre 2016 17h00 | Momir Ilić 8 | (17 - 13) | Stefan Hundstrup 6    | Veszprém Aréna, Veszprém Affluence : 5 019 Arbitrage : Brkic, Jusufhodzic |
| 12 novembre 2016 17h00 | ×3 ×4        | Rapport   | ×3 ×4                 | Veszprém Aréna, Veszprém Affluence : 5 019 Arbitrage : Brkic, Jusufhodzic |

| 12 novembre 2016 18h30 | Paris Saint-Germain | 32 - 26   | FC Barcelone | Halle Georges-Carpentier, Paris Affluence : 2 800 Arbitrage : Gousko, Repkin |
| 12 novembre 2016 18h30 | Nedim Remili 9      | (14 - 11) | Dika Mem 5   | Halle Georges-Carpentier, Paris Affluence : 2 800 Arbitrage : Gousko, Repkin |
| 12 novembre 2016 18h30 | ×2 ×3               | Rapport   | ×3 ×1        | Halle Georges-Carpentier, Paris Affluence : 2 800 Arbitrage : Gousko, Repkin |

### Journée 7
| 17 novembre 2016 19h00 | Orlen Wisła Płock  | 33 - 26   | Kadetten Schaffhouse | Orlen Arena, Plock Affluence : 4 532 Arbitrage : Covalciuc, Covalciuc |
| 17 novembre 2016 19h00 | Valentin Ghionea 6 | (15 - 12) | Gábor Császár 7      | Orlen Arena, Plock Affluence : 4 532 Arbitrage : Covalciuc, Covalciuc |
| 17 novembre 2016 19h00 | ×2                 | Rapport   | ×3 ×4                | Orlen Arena, Plock Affluence : 4 532 Arbitrage : Covalciuc, Covalciuc |

| 20 novembre 2016 16h50 | Bjerringbro-Silkeborg             | 23 - 27   | FC Barcelone                     | Silkeborg-Hallerne, Silkeborg Affluence : 2 425 Arbitrage : Horáček, Novotný |
| 20 novembre 2016 16h50 | Allan Espersen, Sebastian Skube 5 | (13 - 11) | Lasse Andersson, Kiril Lazarov 6 | Silkeborg-Hallerne, Silkeborg Affluence : 2 425 Arbitrage : Horáček, Novotný |
| 20 novembre 2016 16h50 | ×2 ×5 ×1                          | Rapport   | ×2 ×5                            | Silkeborg-Hallerne, Silkeborg Affluence : 2 425 Arbitrage : Horáček, Novotný |

| 20 novembre 2016 17h00 | Veszprém KSE | 28 - 29   | Paris Saint-Germain | Veszprém Aréna, Veszprém Affluence : 5 019 Arbitrage : Krstič, Ljubič |
| 20 novembre 2016 17h00 | Momir Ilić 8 | (14 - 15) | Uwe Gensheimer 8    | Veszprém Aréna, Veszprém Affluence : 5 019 Arbitrage : Krstič, Ljubič |
| 20 novembre 2016 17h00 | ×3 ×5        | Rapport   | ×2 ×6               | Veszprém Aréna, Veszprém Affluence : 5 019 Arbitrage : Krstič, Ljubič |

| 20 novembre 2016 19h30 | THW Kiel                            | 22 - 30   | SG Flensburg-Handewitt | Sparkassen-Arena, Kiel Affluence : 10 285 Arbitrage : Sigurjónsson, Pétursson |
| 20 novembre 2016 19h30 | Steffen Weinhold, Christian Zeitz 4 | (12 - 14) | Anders Eggert 6        | Sparkassen-Arena, Kiel Affluence : 10 285 Arbitrage : Sigurjónsson, Pétursson |
| 20 novembre 2016 19h30 | ×3 ×5                               | Rapport   | ×3 ×5                  | Sparkassen-Arena, Kiel Affluence : 10 285 Arbitrage : Sigurjónsson, Pétursson |

### Journée 8
| 23 novembre 2016 18h30 | SG Flensburg-Handewitt | 25 - 26   | THW Kiel        | Flens-Arena, Flensburg Affluence : 6 300 Arbitrage : Dinu, Din |
| 23 novembre 2016 18h30 | Anders Eggert 7        | (13 - 17) | trois joueurs 5 | Flens-Arena, Flensburg Affluence : 6 300 Arbitrage : Dinu, Din |
| 23 novembre 2016 18h30 | ×3 ×2                  | Rapport   | ×3 ×6 ×1        | Flens-Arena, Flensburg Affluence : 6 300 Arbitrage : Dinu, Din |

| 26 novembre 2016 20h00 | Kadetten Schaffhouse | 27 - 25   | Orlen Wisła Płock   | BBC-Arena, Schaffhouse Affluence : 2 400 Arbitrage : Sondors, Līcis |
| 26 novembre 2016 20h00 | Gábor Császár 8      | (12 - 14) | Dimitri Zhitnikov 5 | BBC-Arena, Schaffhouse Affluence : 2 400 Arbitrage : Sondors, Līcis |
| 26 novembre 2016 20h00 | ×2 ×6                | Rapport   | ×3 ×8 ×1            | BBC-Arena, Schaffhouse Affluence : 2 400 Arbitrage : Sondors, Līcis |

| 27 novembre 2016 17h00 | Paris Saint-Germain | 28 - 24   | Veszprém KSE      | Halle Georges-Carpentier Affluence : 2 800 Arbitrage : Baďura, Ondogrecula |
| 27 novembre 2016 17h00 | Uwe Gensheimer 6    | (14 - 12) | Aron Pálmarsson 5 | Halle Georges-Carpentier Affluence : 2 800 Arbitrage : Baďura, Ondogrecula |
| 27 novembre 2016 17h00 | ×3 ×1               | Rapport   | ×2                | Halle Georges-Carpentier Affluence : 2 800 Arbitrage : Baďura, Ondogrecula |

| 27 novembre 2016 17h30 | FC Barcelone    | 34 - 19   | Bjerringbro-Silkeborg | Palau Blaugrana, Barcelone Affluence : 2 923 Arbitrage : Caçador, Nicolau |
| 27 novembre 2016 17h30 | Kiril Lazarov 7 | (18 - 10) | Allan Espersen 4      | Palau Blaugrana, Barcelone Affluence : 2 923 Arbitrage : Caçador, Nicolau |
| 27 novembre 2016 17h30 | ×3              | Rapport   | ×3 ×4                 | Palau Blaugrana, Barcelone Affluence : 2 923 Arbitrage : Caçador, Nicolau |

### Journée 9
| 3 décembre 2016 17h30 | THW Kiel          | 24 - 24  | Orlen Wisła Płock | Sparkassen-Arena, Kiel Affluence : 9 700 Arbitrage : Gousko, Repkin |
| 3 décembre 2016 17h30 | Domagoj Duvnjak 7 | (15 - 9) | Lovro Mihić 6     | Sparkassen-Arena, Kiel Affluence : 9 700 Arbitrage : Gousko, Repkin |
| 3 décembre 2016 17h30 | ×3 ×2             | Rapport  | ×3 ×1             | Sparkassen-Arena, Kiel Affluence : 9 700 Arbitrage : Gousko, Repkin |

| 3 décembre 2016 20h30 | FC Barcelone    | 35 - 32   | Paris Saint-Germain | Palau Blaugrana, Barcelone Affluence : 6 110 Arbitrage : Geipel, Helbig |
| 3 décembre 2016 20h30 | Kiril Lazarov 9 | (14 - 14) | Mikkel Hansen 7     | Palau Blaugrana, Barcelone Affluence : 6 110 Arbitrage : Geipel, Helbig |
| 3 décembre 2016 20h30 | ×3 ×4           | Rapport   | ×2 ×5               | Palau Blaugrana, Barcelone Affluence : 6 110 Arbitrage : Geipel, Helbig |

| 4 décembre 2016 16h50 | Bjerringbro-Silkeborg                 | 24 - 29  | Veszprém KSE | Silkeborg-Hallerne, Silkeborg Affluence : 2 140 Arbitrage : Nikolov, Nachevski |
| 4 décembre 2016 16h50 | Kristian Klitgaard, Sebastian Skube 5 | (9 - 15) | Momir Ilić 6 | Silkeborg-Hallerne, Silkeborg Affluence : 2 140 Arbitrage : Nikolov, Nachevski |
| 4 décembre 2016 16h50 | ×3                                    | Rapport  | ×3 ×6        | Silkeborg-Hallerne, Silkeborg Affluence : 2 140 Arbitrage : Nikolov, Nachevski |

| 8 mars 2017 18h30 | SG Flensburg-Handewitt | - | Kadetten Schaffhouse | Flens-Arena, Flensburg |
| 8 mars 2017 18h30 | (-)                    |   |                      | Flens-Arena, Flensburg |

### Journée 10
| 11 février 2017 17h30 | Veszprém KSE                | 22 - 25   | FC Barcelone    | Veszprém Aréna, Veszprém Affluence : 5 019 Arbitrage : Nikolić, Stojković |
| 11 février 2017 17h30 | Dragan Gajić, László Nagy 6 | (14 - 13) | Valero Rivera 5 | Veszprém Aréna, Veszprém Affluence : 5 019 Arbitrage : Nikolić, Stojković |
| 11 février 2017 17h30 | ×3 ×4                       | Rapport   | ×3 ×6           | Veszprém Aréna, Veszprém Affluence : 5 019 Arbitrage : Nikolić, Stojković |

| 11 février 2017 17h30 | Kadetten Schaffhouse | 25 - 30   | THW Kiel        | BBC-Arena, Schaffhouse Affluence : 3 500 Arbitrage : Krstič, Ljubič |
| 11 février 2017 17h30 | Trois joueurs 5      | (13 - 13) | Niclas Ekberg 8 | BBC-Arena, Schaffhouse Affluence : 3 500 Arbitrage : Krstič, Ljubič |
| 11 février 2017 17h30 | ×2 ×4                | Rapport   | ×3              | BBC-Arena, Schaffhouse Affluence : 3 500 Arbitrage : Krstič, Ljubič |

| 11 février 2017 20h30 | Paris Saint-Germain | 32 - 27   | Bjerringbro-Silkeborg | Halle Georges-Carpentier, Paris Affluence : 3 400 Arbitrage : Dinu, Din |
| 11 février 2017 20h30 | Nikola Karabatic 11 | (18 - 13) | Nikolaj Ø. Nielsen 6  | Halle Georges-Carpentier, Paris Affluence : 3 400 Arbitrage : Dinu, Din |
| 11 février 2017 20h30 | ×3                  | Rapport   | ×3 ×1                 | Halle Georges-Carpentier, Paris Affluence : 3 400 Arbitrage : Dinu, Din |

| 12 février 2017 17h30 | Orlen Wisła Płock | 30 - 37   | SG Flensburg Handewitt | Orlen Arena, Plock Affluence : 4 500 Arbitrage : Elíasson, Pálsson |
| 12 février 2017 17h30 | Šime Ivić 6       | (16 - 18) | Bogdan Radivojević 9   | Orlen Arena, Plock Affluence : 4 500 Arbitrage : Elíasson, Pálsson |
| 12 février 2017 17h30 | ×3 ×4             | Rapport   | ×3 ×6                  | Orlen Arena, Plock Affluence : 4 500 Arbitrage : Elíasson, Pálsson |

### Journée 11
| 15 février 2017 18h30 | THW Kiel        | 25 - 27   | Veszprém KSE | Sparkassen-Arena, Kiel Affluence : 10 285 Arbitrage : Gubica, Milošević |
| 15 février 2017 18h30 | Niclas Ekberg 7 | (15 - 15) | Momir Ilić 7 | Sparkassen-Arena, Kiel Affluence : 10 285 Arbitrage : Gubica, Milošević |
| 15 février 2017 18h30 | ×3              | Rapport   | ×3 ×5        | Sparkassen-Arena, Kiel Affluence : 10 285 Arbitrage : Gubica, Milošević |

| 16 février 2017 20h00 | Kadetten Schaffhouse | 24 - 31   | FC Barcelone         | BBC-Arena, Schaffhouse Affluence : 3 350 Arbitrage : Jørum, Kleven |
| 16 février 2017 20h00 | Gábor Császár 7      | (10 - 18) | Timothey N'Guessan 5 | BBC-Arena, Schaffhouse Affluence : 3 350 Arbitrage : Jørum, Kleven |
| 16 février 2017 20h00 | ×2 ×4                | Rapport   | ×2                   | BBC-Arena, Schaffhouse Affluence : 3 350 Arbitrage : Jørum, Kleven |

| 18 février 2017 16h00 | Orlen Wisła Płock | 28 - 25   | Bjerringbro-Silkeborg         | Orlen Arena, Plock Affluence : 4 360 Arbitrage : Mitrović, Vešović |
| 18 février 2017 16h00 | Gilberto Duarte 7 | (13 - 15) | Michael Vestergaard Knudsen 5 | Orlen Arena, Plock Affluence : 4 360 Arbitrage : Mitrović, Vešović |
| 18 février 2017 16h00 | ×3 ×4 ×1          | Rapport   | ×2                            | Orlen Arena, Plock Affluence : 4 360 Arbitrage : Mitrović, Vešović |

| 18 février 2017 17h30 | SG Flensburg-Handewitt        | 33 - 34   | Paris Saint-Germain | Flens-Arena, Flensburg Affluence : 6 300 Arbitrage : Gjeding, Hansen |
| 18 février 2017 17h30 | Anders Eggert, Rasmus Lauge 5 | (18 - 15) | Jesper Nielsen 7    | Flens-Arena, Flensburg Affluence : 6 300 Arbitrage : Gjeding, Hansen |
| 18 février 2017 17h30 | ×1 ×2                         | Rapport   | ×3 ×2               | Flens-Arena, Flensburg Affluence : 6 300 Arbitrage : Gjeding, Hansen |

### Journée 12
| 25 février 2017 17h00 | Veszprém KSE | 31 - 25   | Orlen Wisła Płock              | Veszprém Aréna, Veszprém Affluence : 5 100 Arbitrage : Mažeika, Gatelis |
| 25 février 2017 17h00 | Momir Ilić 7 | (18 - 14) | Šime Ivić, Dimitri Zhitnikov 4 | Veszprém Aréna, Veszprém Affluence : 5 100 Arbitrage : Mažeika, Gatelis |
| 25 février 2017 17h00 | ×3 ×6        | Rapport   | ×2 ×4                          | Veszprém Aréna, Veszprém Affluence : 5 100 Arbitrage : Mažeika, Gatelis |

| 25 février 2017 17h30 | THW Kiel                         | 21 - 24   | Bjerringbro-Silkeborg         | Sparkassen-Arena, Kiel Affluence : 10 285 Arbitrage : Horáček, Novotný |
| 25 février 2017 17h30 | Domagoj Duvnjak, Niclas Ekberg 4 | (11 - 10) | Michael Vestergaard Knudsen 7 | Sparkassen-Arena, Kiel Affluence : 10 285 Arbitrage : Horáček, Novotný |
| 25 février 2017 17h30 | ×3                               | Rapport   | ×2 ×1                         | Sparkassen-Arena, Kiel Affluence : 10 285 Arbitrage : Horáček, Novotný |

| 25 février 2017 20h00 | Paris Saint-Germain             | 34 - 26   | Kadetten Schaffhouse | Halle Georges-Carpentier, Paris Affluence : 2 800 Arbitrage : Kiyashko, Kiselev |
| 25 février 2017 20h00 | Uwe Gensheimer, Mikkel Hansen 6 | (17 - 16) | Gábor Császár 10     | Halle Georges-Carpentier, Paris Affluence : 2 800 Arbitrage : Kiyashko, Kiselev |
| 25 février 2017 20h00 | ×3 ×4                           | Rapport   | ×3 ×4                | Halle Georges-Carpentier, Paris Affluence : 2 800 Arbitrage : Kiyashko, Kiselev |

| 26 février 2017 19h30 | FC Barcelone    | 26 - 23   | SG Flensburg-Handewitt | Palau Blaugrana, Barcelone Affluence : 4 107 Arbitrage : Nikolov, Nachevski |
| 26 février 2017 19h30 | Valero Rivera 4 | (14 - 12) | Bogdan Radivojević 6   | Palau Blaugrana, Barcelone Affluence : 4 107 Arbitrage : Nikolov, Nachevski |
| 26 février 2017 19h30 | ×3              | Rapport   | ×3 ×2                  | Palau Blaugrana, Barcelone Affluence : 4 107 Arbitrage : Nikolov, Nachevski |

### Journée 13
| 2 mars 2017 20h00 | Kadetten Schaffhouse | 27 - 28   | Veszprém KSE               | BBC-Arena, Schaffhouse Affluence : 2 860 Arbitrage : Konjičanin, Konjičanin |
| 2 mars 2017 20h00 | Luka Maros 8         | (15 - 16) | Dragan Gajić, Momir Ilić 5 | BBC-Arena, Schaffhouse Affluence : 2 860 Arbitrage : Konjičanin, Konjičanin |
| 2 mars 2017 20h00 | ×1 ×5                | Rapport   | ×2                         | BBC-Arena, Schaffhouse Affluence : 2 860 Arbitrage : Konjičanin, Konjičanin |

| 4 mars 2017 17h30 | SG Flensburg-Handewitt | 26 - 24   | Bjerringbro-Silkeborg | Flens-Arena, Flensburg Affluence : 5 867 Arbitrage : Lah, Sok |
| 4 mars 2017 17h30 | Trois joueurs 5        | (10 - 11) | Nikolaj Ø. Nielsen 7  | Flens-Arena, Flensburg Affluence : 5 867 Arbitrage : Lah, Sok |
| 4 mars 2017 17h30 | ×3 ×2                  | Rapport   | ×3 ×4                 | Flens-Arena, Flensburg Affluence : 5 867 Arbitrage : Lah, Sok |

| 5 mars 2017 18h00 | Orlen Wisła Płock | 25 - 29   | Paris Saint-Germain | Orlen Arena, Plock Affluence : 5 287 Arbitrage : Krstič, Ljubič |
| 5 mars 2017 18h00 | Šime Ivić 6       | (11 - 14) | Uwe Gensheimer 7    | Orlen Arena, Plock Affluence : 5 287 Arbitrage : Krstič, Ljubič |
| 5 mars 2017 18h00 | ×3 ×5             | Rapport   | ×3                  | Orlen Arena, Plock Affluence : 5 287 Arbitrage : Krstič, Ljubič |

| 5 mars 2017 19h45 | THW Kiel                     | 27 - 27   | FC Barcelone    | Sparkassen-Arena, Kiel Affluence : 10 049 Arbitrage : Elíasson, Pálsson |
| 5 mars 2017 19h45 | Niclas Ekberg, Marko Vujin 8 | (13 - 15) | Kiril Lazarov 8 | Sparkassen-Arena, Kiel Affluence : 10 049 Arbitrage : Elíasson, Pálsson |
| 5 mars 2017 19h45 | ×3 ×4                        | Rapport   | ×3 ×6           | Sparkassen-Arena, Kiel Affluence : 10 049 Arbitrage : Elíasson, Pálsson |

### Journée 14
| 11 mars 2017 17h30 | Veszprém KSE | 34 - 28   | SG Flensburg-Handewitt          | Veszprém Aréna, Veszprém Affluence : 5 019 Arbitrage : Baďura, Ondogrecula |
| 11 mars 2017 17h30 | Momir Ilić 9 | (17 - 18) | Holger Glandorf, Rasmus Lauge 5 | Veszprém Aréna, Veszprém Affluence : 5 019 Arbitrage : Baďura, Ondogrecula |
| 11 mars 2017 17h30 | ×3 ×4 ×1     | Rapport   | ×2 ×6                           | Veszprém Aréna, Veszprém Affluence : 5 019 Arbitrage : Baďura, Ondogrecula |

| 11 mars 2017 20h00 | FC Barcelone   | 36 - 28   | Orlen Wisła Płock | Palau Blaugrana, Barcelone Affluence : 3 855 Arbitrage : Baumgart, Wild |
| 11 mars 2017 20h00 | Víctor Tomás 7 | (17 - 15) | Šime Ivić 7       | Palau Blaugrana, Barcelone Affluence : 3 855 Arbitrage : Baumgart, Wild |
| 11 mars 2017 20h00 | ×3             | Rapport   | ×3 ×5             | Palau Blaugrana, Barcelone Affluence : 3 855 Arbitrage : Baumgart, Wild |

| 12 mars 2017 16h50 | Bjerringbro-Silkeborg | 37 - 32   | Kadetten Schaffhouse | Silkeborg-Hallerne, Silkeborg Affluence : 2 424 Arbitrage : Horváth, Marton |
| 12 mars 2017 16h50 | Trois joueurs 7       | (18 - 14) | Trois joueurs 6      | Silkeborg-Hallerne, Silkeborg Affluence : 2 424 Arbitrage : Horváth, Marton |
| 12 mars 2017 16h50 | ×3                    | Rapport   | ×2 ×7 ×1             | Silkeborg-Hallerne, Silkeborg Affluence : 2 424 Arbitrage : Horváth, Marton |

| 12 mars 2017 17h00 | Paris Saint-Germain                | 42 - 24   | THW Kiel      | Halle Georges-Carpentier, Paris Affluence : 2 700 Arbitrage : Zotin, Volodkov |
| 12 mars 2017 17h00 | Uwe Gensheimer, Nikola Karabatic 7 | (22 - 10) | Marko Vujin 5 | Halle Georges-Carpentier, Paris Affluence : 2 700 Arbitrage : Zotin, Volodkov |
| 12 mars 2017 17h00 | ×3                                 | Rapport   | ×2 ×3         | Halle Georges-Carpentier, Paris Affluence : 2 700 Arbitrage : Zotin, Volodkov |